# 2814 Вієйра
2814 Вієйра (2814 Vieira) — астероїд головного поясу, відкритий 18 березня 1982 року.
Тіссеранів параметр щодо Юпітера — 3,294.